# Diazoksid
Diazoksid, slično nitroprusidu, primjenjuje se intravenski (nisu nužne infuzije) za kontrolu hitnih stanja hipertenzije. To je snažan vazodilatator koji, za razliku od nitroprusida, djeluje dugo (4 do 12 sati, prosječno 8 sati). 

## Djelovanje
Kemijski je sličan tiazidskim diureticima, ali nema diuretsku aktivnost, dapače, može uzrokovati zadržavanje natrijevih iona i vode (što, zbog kratke uporabe tog lijeka, obično nije veći problem).
Na molekularnoj razini diazoksid aktivira, otvara kalijeve kanale, pri čemu je specifično da taj lijek aktivira i tzv. ATP ovisne kalijeve kanale, koji su za sada najbolje istraženi u beta stanicama gušterače. Tu, dakle, diazoksid djeluje suprotno derivatima sulfonilureje koji blokiraju kalijeve kanale. Posljedično, diazoksid smanjuje lučenje inzulina te se rabi i u farmakološkoj terapiji inzulinoma. 

## Nuspojave
U organizmu se diazoksid izrazito veže za serumske albumine, što je važno zato što u bolesnika s kroničnom bubrežnom insuficijencijom može imati neželjeno jak učinak. Nuspojave diazoksida pretežno su vezane uz njegov osnovni učinak, tj. može uzrokovati prejak pad krvnog tlaka, pa i moždani ili srčani udar. U osoba s nedostatkom kisika i srčanom mišiću diazoksid, zbog aktivacije simpatičkog sustava, može prouzročiti ishemiju i zatajenje srca, pa njegovu uporabu u takvih bolesnika treba izbjegavati.